# قلعة فينيس
قلعة فينيس هي قلعة تاريخية تقع في بلدة فينيس، وادي أوستا، إيطاليا.